# آیگل
آیگل (انگلیسی: Aigle) شرکت پوشاک فرانسوی است، که در سال ۱۸۵۳ تأسیس شد.